# Датско-польские отношения
Датско-польские отношения — двусторонние дипломатические отношения между Данией и Польшей.
Обе страны являются полноправными членами Европейского союза и НАТО.

## История
В годы Второй мировой войны обе страны были оккупированы войсками Германского рейха. 7 июля 1945 года были установлены дипломатические отношения между странами. В 1949 году Дания вступила в НАТО, а в 1955 году Польская Народная Республика присоединилась к Организации Варшавского договора. 
В июне 2017 года премьер-министры обеих стран подписали меморандум о намерении строительства газопровода Baltic Pipe. В ноябре 2018 года страны подписали соглашение о делимитации государственной границы, переговоры длились более 40 лет. В декабре 2018 года Дания и Польша подписали меморандум о взаимопонимании в целях развития сотрудничестве в сфере энергетики.

## Торговля
В 2015 году объём товарооборота между странами составил сумму более 5 млрд. евро.

## Дипломатические представительства
- У Дании имеется посольство в Варшаве[6].
- Польша содержит посольство в Копенгагене[7].